# 211e division d'infanterie (Allemagne)
Pour les articles homonymes, voir 211e division d'infanterie.
La  211e division d'infanterie  (en allemand : 211. Infanterie-Division ou 211. ID) est une des divisions d'infanterie de la Wehrmacht durant la Seconde Guerre mondiale.

## Création
La 211. Infanterie-division est formée le 26 août 1939 dans le Wehrkreis VI avec du personnel de la Landwehr en tant qu'élément de la 3. Welle (3e vague de mobilisation).
Elle participe à la campagne de France et stationne en Bretagne de juillet 1940 à janvier 1942 avant d'être envoyée sur le Front de l'Est au sein du Heeresgruppe Mitte.
Pendant l'hiver 1943-1944, l'état-major prend le nom de Sperrgruppe Eckhardt.
Elle est retirée du front et est renommée 211. Volksgrenadier-Division en décembre 1944 sur le Truppenübungsplatz (terrain de manœuvre) de Graudenz en Pologne.

## Organisation

### Commandants
| Date                                | Grade           | Commandant                    |
| ----------------------------------- | --------------- | ----------------------------- |
| 1er septembre 1939 - 4 février 1942 | Generalleutnant | Kurt Renner                   |
| 4 février 1942 - 16 juillet 1943    | Generalleutnant | Richard Müller (en)           |
| 16 juillet 1943 - ? décembre 1944   | Generalleutnant | Johann Heinrich Eckhardt (en) |

### Officiers d'opérations (Generalstabsoffiziere (Ia))
| Date                                | Grade               | Commandant              |
| ----------------------------------- | ------------------- | ----------------------- |
| ? 1939 - Juillet 1942               | Oberstleutnant i.G. | Michael Rossmann        |
| 24 juillet 1942 - 20 février 1943   | Major i.G.          | Hans-Alexander von Voss |
| 20 février 1943 - 10 septembre 1944 | Oberstleutnant i.G. | Klaus Müller            |
| 10 septembre 1944 -Décembre 1944    | Major i.G.          | Valentin Meyer          |

## Théâtres d'opérations
- Allemagne : septembre 1939 - février 1941
- France : février 1941 - janvier 1942
- Front de l'Est, secteur centre : janvier 1942 - décembre 1944
- Retraite pour réorganisation : décembre 1944

## Ordres de bataille
1939
- Infanterie-Regiment 306
- Infanterie-Regiment 317
- Infanterie-Regiment 365
- Artillerie-Regiment 211
  - I. Abteilung
  - II. Abteilung
  - III. Abteilung
  - IV. Abteilung
- Pionier-Bataillon 211
- Panzerabwehr-Abteilung 211
- Aufklärungs-Abteilung 211
- Infanterie-Divisions-Nachrichten-Abteilung 211
- Infanterie-Divisions-Nachschubführer 2112

1943
- Grenadier-Regiment 306
- Grenadier-Regiment 317
- Grenadier-Regiment 365
- Divisions-Füsilier-Bataillon 211
- Artillerie-Regiment 211
  - I. Abteilung
  - II. Abteilung
  - III. Abteilung
  - IV. Abteilung
- Pionier-Bataillon 211
- Panzerjäger-Abteilung 211
- Infanterie-Divisions-Nachrichten-Abteilung 211
- Infanterie-Divisions-Nachschubführer 211

Sperrgruppe Eckhardt décembre 1943
- Stab u. II. / Grenadier-Regiment 306
- II., III. und IV. / Artillerie-Regiment 211
- Infanterie-Divisions-Nachrichten-Abteilung 211

## Décorations
Des membres de cette division ont été récompensés à titre personnel pour leurs faits de guerre:
- Agrafe de la liste d'honneur : 10
- Insigne de combat rapproché en Or : 1
- Croix allemande
  - en Or : 73
  - en Argent : 2
- Croix de chevalier de la Croix de fer
  - Croix de chevalier : 15 dont 1 non confirmée
  - Feuilles de chêne : 3